# V Australia
Virgin Australia International Airlines Pty Ltd, яка діяла як V Australia, — колишня австралійська комерційна авіакомпанія зі штаб-квартирою в Сіднеї, яка працювала у сфері далекомагістральних міжнародних авіаперевезень. Була дочірнім підприємством великого холдингу Virgin Blue Holdings.
4 травня 2011 року керівництво управляючої компанії Virgin Blue оголосило про намір злити всі дочірні авіакомпанії і привести всі комерційні операції під єдину торгову марку Virgin Australia. Спочатку завершення цих процедур для V Australia планувалося здійснити до середини 2012 року, однак вже 11 грудня 2011 року було повідомлено про повне припинення операційної діяльності під торговою маркою V Australia.

## Історія

### Підготовчий етап

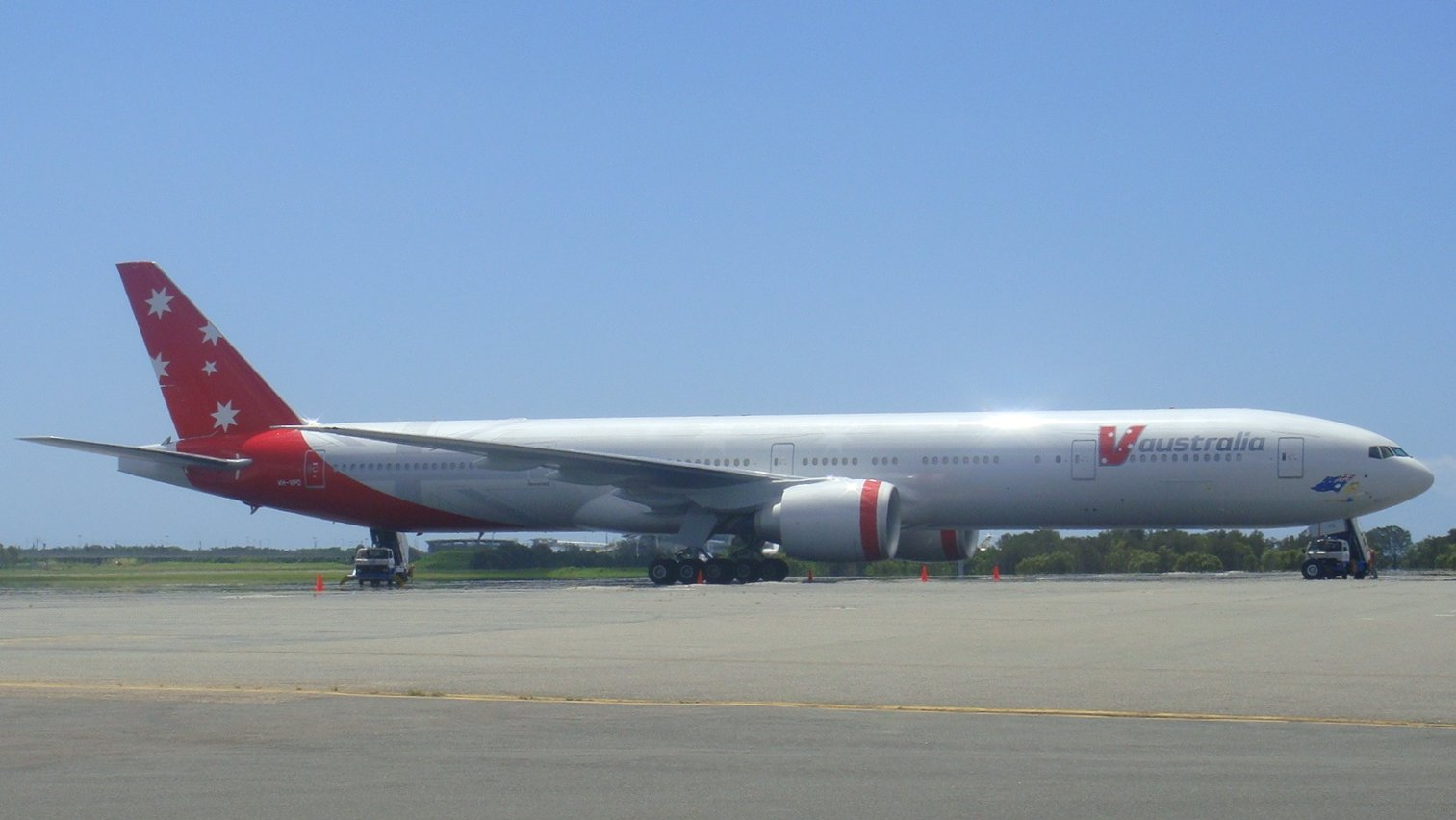
Boeing 777-300ER авіакомпанії V Australia в Міжнародному аеропорту Брисбена

На початку 2006 року холдинг Virgin Blue оголосив про намір запустити до семи регулярних щотижневих рейсів з Сіднея в Сполучені Штати Америки, як пункти призначення при цьому розглядалися Міжнародний аеропорт Лос-Анджелеса і Міжнародний аеропорт Сан-Франциско. 24 липня 2007 року компанія отримала офіційний дозвіл від австралійської влади на організацію десяти щотижневих рейсів з Австралії в США, а 15 лютого 2008 року даний дозвіл було схвалено Міністерством транспорту Сполучених Штатів в рамках підписаної між двома країнами «Угоди про відкрите небо», згідно з яким і ухвалою австралійського Комітету з міжнародних авіаперевезень V Australia отримувала право на необмежену кількість регулярних рейсів у США.
Після затвердження Міністерством транспорту США всіх необхідних дозвільних документів V Australia відкрила регулярні рейси з аеропорту Сіднея в міжнародний аеропорт Лос-Анджелеса, міжнародний аеропорт Сан-Франциско, міжнародний аеропорт Сіетл/Такома, міжнародний аеропорт Маккаран (Лас-Вегас) і міжнародний аеропорт імені Джона Кеннеді (Нью-Йорк).

### Операційна діяльність
Для виконання регулярних рейсів за міжнародними маршрутами V Australia розмістила замовлення в компанії Boeing на придбання шести далекомагістральних лайнерів Boeing 777-300ER. В очікуванні поставки літаків авіакомпанія взяла в лізинг у Міжнародної фінансової корпорації (ILFC) один Boeing 777-300ER, який був доставлений перевізнику в Сіетл 26 січня 2009 року. Літак перегонялся в Сідней через Лос-Анджелес, в пункті прибуття 9 лютого 2009 року його чекала святкова церемонія за участю глави корпорації Virgin сера Річарда Бренсона, акторів Холлі Валанс і Джуліана Макмэхона. У 2010 році замовлення на два з шести літаків був реорганізований в поставку за схемою опціону з терміном виконання у 2012 році.
27 лютого 2009 року V Australia початку виконання комерційних перевезень. 17 серпня того ж року авіакомпанія оголосила про намір відкрити регулярні маршрути між міжнародними аеропортами Брисбена і Лос-Анджелеса, з Мельбурна в Йоганнесбург, Лос-Анджелес і Пхукет (Таїланд), з Брисбена в Пхукет, а також про плани запуску регулярних рейсів між Австралією і Фіджі. За повідомленням Річарда Бренсона, в плани авіакомпанії були включені нові маршрути між Австралією і Китаєм.
26 серпня 2010 року керівництво авіакомпанії заявило про припинення внаслідок збитковості регулярних рейсів в Йоганнесбург і Пхукет. При цьому, звільнилися операційні потужності з 24 лютого 2011 року було направлено на новий маршрут з Сіднея і Абу-Дабі в рамках партнерської угоди між авіакомпаніями V Australia і Etihad Airways.

## Походження назви

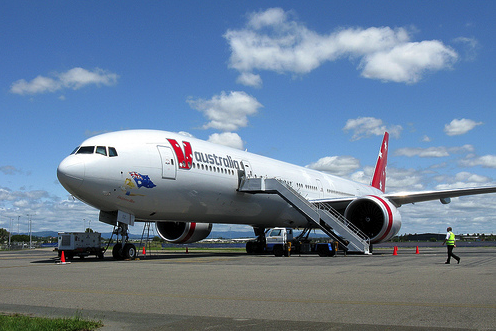
Перший літак Boeing 777-300ER авіакомпанії V Australia, взятий у лізинг у корпорації ILFC. Міжнародний аеропорт Брисбена

Офіційну назву авіакомпанії було визначено таким же чином, як і бренд холдингу Virgin Blue, а саме — шляхом опитування щодо з'ясування громадської думки. 25 червня 2007 року був проведений підсумковий конкурс серед восьми відібраних варіантів:
- Matilda Blue
- V Australia
- Australia Blue
- Virgin Pacific
- Amelia Blue
- Didgeree Blue
- Liberty Blue
- Virgin Australia

Серед цих назв спочатку лідирували «Australia Blue», «V Australia» та «Virgin Pacific», навіть незважаючи на очевидний конфлікт з останнім брендом, назва якого на міжнародних напрямках використовувала авіакомпанія Singapore Airlines, що мала велику частку в Virgin Atlantic.
25 липня 2007 року авіахолдинг Virgin Blue оголосив про вибір офіційної назви авіакомпанії — V Australia.

## Сервісне обслуговування

### Класи пасажирських салонів

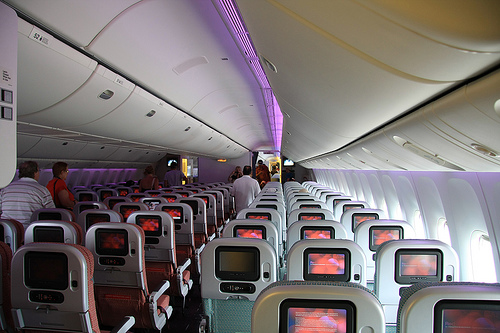
Салон класу International Economy лайнера Boeing 777-300ER авіакомпанії V Australia

Пасажирські салони літаків Boeing 777-300ER авіакомпанії V Australia компоновались в трикласній конфігурації: International Business Class («Міжнародний бізнес-клас»), International Premium Economy Class («Міжнародний преміальний економічний клас») і International Economy Class («Міжнародний економічний клас»).
- пасажирські крісла салону International Business Class[19] компоновались за схемою 2-3-2, розкладаючись в повністю горизонтальне положення. Довжина кожного сидіння — 188 см, відстань між кріслами — 195 див. Пасажирські сидіння обладналися індивідуальними 12-дюймовими сенсорними екранами PTV з системою AVOD розваги в польоті, розетками електроживлення для ноутбуків, USB-портами і лампи індивідуального освітлення.
- салони International Premium Economy Class[20] компоновались за схемою 2-4-2. Ряди шкіряних крісел шириною 50 см були розташовані на відстані 95 см один від одного, обладнані регульованими підголовниками і підставками для ніг. Пасажирські місця оснащувалися індивідуальними 10,6-дюймовими сенсорними екранами PTV з системою AVOD розваги в польоті, розетками електроживлення для ноутбуків, USB-портами і лампи індивідуального освітлення
- пасажирські салони класу International Economy Class[21] літаків Boeing 777-300ER були скомпоновані за схемою 3-3-3. Крісла мали розміри в довжину 81 см, в ширину — 48 див. Пасажирські місця були оснащені індивідуальними 9-дюймовими сенсорними екранами PTV з системою AVOD розваги в польоті, розетками електроживлення для ноутбуків, USB-портами і лампи індивідуального освітлення.

### Зали підвищеної комфортності
Клієнти авіакомпанії V Australia мали можливість скористатися послугами залів підвищеної комфортності Velocity Frequent Flyer, які належать холдингу Virgin Blue. В зали мали безкоштовний доступ пасажири міжнародного бізнес-класу, а також власники «золотого» статусу бонусної програми Velocity незалежно від класу авіаквитка.
Послугами Velocity могли користуватися пасажири, які подорожували транзитом з міжнародних рейсів V Australia на Virgin Australia в день транзитної пересадки між рейсами, при цьому сервіс був доступний за квитками бізнес — і преміального економічного класів.
До 2011 року авіакомпанією V Australia були укладені договори на використання фірмових залів підвищеної комфортності авіакомпанії Air New Zealand («Koru Lounge») в аеропортах Сіднея, Мельбурна і Брисбена, авіакомпанії Alaska Airlines («Boardroom Lounge») в терміналі 3 міжнародного аеропорту Лос-Анджелеса і авіакомпанії Etihad Airways в міжнародному аеропорту Абу-Дабі.

## Флот

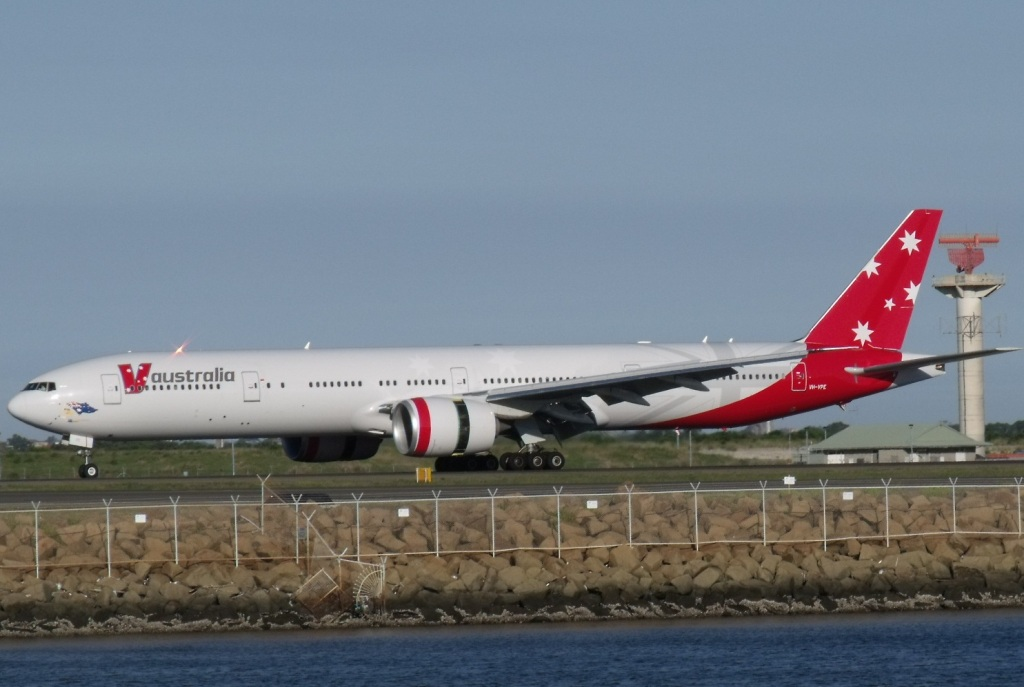
Boeing 777-300ER авіакомпанії V Australia в міжнародному аеропорту Сіднея

Станом на вересень 2011 року повітряний флот авіакомпанії V Australia складали наступні літаки:

## Маршрутна мережа
У липні 2011 року маршрутна мережа регулярних пасажирських перевезень авіакомпанії V Australia включала в себе наступні пункти призначення:
| Місто        | Країна    | ІАТА | ІКАО | Аеропорт                           |
| Абу-Дабі     | ОАЕ       | AUH  | OMAA | Міжнародний аеропорт Абу-Дабі      |
| Брисбен      | Австралія | BNE  | YBBN | Аеропорт Брисбен                   |
| Лос-Анджелес | США       | LAX  | KLAX | Міжнародний аеропорт Лос-Анджелеса |
| Мельбурн     | Австралія | MEL  | YMML | Аеропорт Мельбурн                  |
| Сідней       | Австралія | SYD  | YSSY | Аеропорт Сіднея[хаб]               |

### Припинені регулярні рейси
Африка
- Південна Африка — Йоганнесбург[23]

Азія
- Таїланд — Пхукет

Океанія
- Фіджі — Наді[24]